# SpVgg 03 Neu-Isenburg
Maillots
Le SpVgg 03 Neu-Isenburg est un club allemand localisé, à Neu-Isenburg dans la Hesse.

## Histoire
Les racines du club remontent au 13 juin 1903 avec la fondation du Freispielclub Neu-Isenburg.
Durant les 35 ans qui suivirent le club fusionna plusieurs fois avec d’autres cercles locaux.
En 1913, il s’unit avec le Sportclub 1905 Neu-Isenburg pour former le Fußballverein Neu-Isenburg.
Huit ans plus tard, il fusionna avec le Fußball-Klub Viktoria Neu-Isenburg pour devenir le  Verein für Leibesübungen (VfL) 03 Neu-Isenburg.
En 1922, le VfL 03 Neu-Isenburg monta en Kreisliga Südmain et en conquit le titre qui lui permit de monter au niveau 2. 
Après 1933 et l’arrivée au pouvoir des Nazis, les compétitions furent réformées avec la création des Gauligen (16 ligues régionales étant l’équivalent d’une Division 1). Dans un premier temps, le VfL 03 Neu-Isenburg ne parvint pas à se qualifier pour la Gauliga Südwest/Main-Hessen. 
En 1938, le VfL 03 fusionna avec le SV 1911 Neu-Isenburg, et forma le Spielvereinigung (SpVgg) 03 Neu-Isenburg.
En 1942, le club fusionné monta dans la Gauliga. Celle-ci avait été scindée en deux ligues distinctes. Le SpVgg 03 accéda à la Gauliga Südwest/Hessen-Nassau.
En 1945, comme tous les clubs et associations allemands, le SpVgg 03 Neu-Isenburg fut dissous par les Alliés (voir Directive n°23). Il fut reconstitué dès la fin de l’année 1945, sous la dénomination Sportgemeinde (SG) Neu-Isenburg, puis reprit peu après son appellation de SpVgg 03 Neu-Isenburg.
Comme toutes les équipes du Sud (celles des zones d’occupations américaines et françaises, le SpVgg 03 reprit les compétitions dès le championnat 1945-1946. Il remporta la Landesliga Großhessen-West (niveau 2), puis gagna le match de qualification (0-1),  vers le niveau 1, contre le SC Viktoria 01 Aschaffenburg. Mais pour avoir aligné un joueur non éligible, il fut disqualifié.
En 1953, le club redescendit au niveau 3 en Amateurliga Hessen, dont il conquit le titre en 1956 ce qui lui permit de monter en 2. Oberliga Süd. Cette même année, il remporta le titre de Champion d’Allemagne Amateur en battant le VfB Speldorf en finale (3-2). Le club avait perdu la finale 1954 (1-6) face au TSV Marl-Hüls.
SpVgg 03 Neu-Isenburg resta au niveau 2 pendant sept saisons. À la fin de la saison 1962-1963, il termina 8e et fut retenu pour devenir un des fondateurs de la Regionalliga Süd, nouveau 2e niveau instauré à la création de la Bundesliga. Terminant 17e sur 20, le SpVgg 03 fut relégué dès la fin de la première saison de la nouvelle ligue.
Le cercle resta alors un 3e niveau de la hiérarchie durant les années 1960 et l’entame des années 1970. 
En 1974, le SpVgg 03 Neu-Isenburg descendit au niveau 4 mais remonta rapidement pour deux nouvelles saisons au 3e étage. Par la suite, il recula dans la hiérarchie des ligues régionales.

## Palmarès
- Champion de la Kreisliga Südmain : 1922.
- Vice-champion d’Allemagne Amateur : 1954.
- Champion d’Allemagne Amateur : 1956.
- Champion de la Amateurliga Hessen : 1956.
- Champion de la Landesliga Hessen-Süd : 1975.
- Champion de la Bezirksoberliga Frankfurt Ost : 2008.

## Personnalités
- Georg Xandry, fut Secrétaire-Général de la DFB .